# والدن (كولورادو)
والدن (بالإنجليزية: Walden, Colorado)‏ هي بلدة تقع في مقاطعة جاكسون - مقر المقاطعة بولاية كولورادو في الولايات المتحدة. تأسست عام 1889، تبلغ مساحتها 0.9 (كم²)، وترتفع عن سطح البحر 2469 م، بلغ عدد سكانها 608 نسمة في عام 2010 حسب إحصاء مكتب تعداد الولايات المتحدة وتصل الكثافة السكانية فيها 815.6 نسمة/كم2.

## وصلات خارجية
- The US50 - Cities and Towns in Colorado State
- Colorado Cities and Towns, Facts, Map, Flag, Colleges, Government, and More